# Jérôme Arnould
Pour les articles homonymes, voir Arnould.
Jérôme Arnould est un boxeur français né le 18 mars 1985 à Beaumont-sur-Oise.

## Carrière
Championnat de France professionnel des poids coqs le 26 octobre 2006 à Agde,  il opposait Jean-Marie Codet a son challenger Jérôme Arnould qui remporta le combat a l'issue des 10 reprises à l'unanimité des trois juges, il devient alors à 21 ans le plus jeune champion de France professionnel depuis 1945. 

S'illustrant dans la catégorie poids coqs, il se voit offrir un combat pour la ceinture mondiale WBA à 22 ans contre l'Ukrainien Wladimir Sidorenko médaillé de bronze aux Jeux olympiques de Sydney en 2000. 
Le combat, qui a lieu le 29 juin 2007 à Marseille, se termine à la 7e reprise lorsque le tenant du titre met K.O. le jeune français. 
Lancé par son promoteur Michel Acariès et entraîné par Daniel Barry, l'organisation de ce combat a été critiqué par le monde de la boxe, Arnould étant jugé trop peu expérimenté pour prétendre battre le solide Ukrainien.
Malgré ce revers, il enchaîne 7 victoires consécutives les deux années suivantes avant de s'incliner au 10e round face à l'anglais Jamie McDonnell le 20 mars 2010 lors d'un combat de championnat d'Europe EBU au Cannet.
Aujourd'hui Jérôme Arnould habite au Canada dans la province de Québec et propriétaire et fondateur d'un nouveau concept de centre de remise en forme par la boxe fitness, il transmet à travers son gym Esprit Boxe Fitness toutes les valeurs et bienfaits de ce sport.

## Palmarès
- Champion de France amateur junior des poids mouches en 2003.
- Champion de France professionnel des poids coqs en 2006.
- Vainqueur du tournoi de France professionnel des poids coqs.
- Vainqueur de la coupe de France professionnel des poids coqs.
- Challenger du titre Mondial WBA des poids coqs en 2007
- Challenger du titre Européen EBU des poids coqs en 2010